# Julian Lloyd Webber

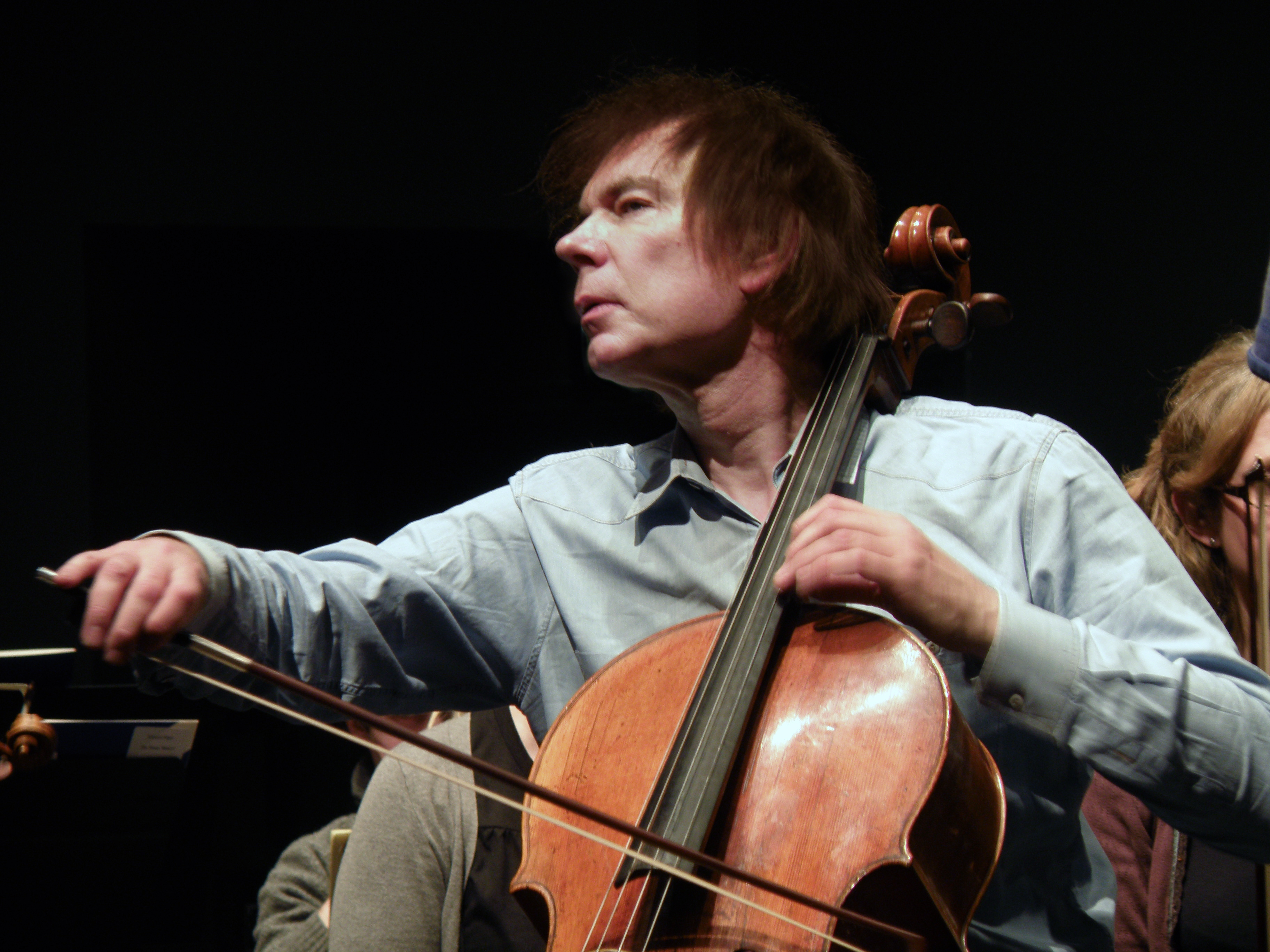
Julian Lloyd Webber (2013)

Julian Lloyd Webber OBE (* 14. April 1951 in London) ist ein englischer Cellist und Komponist. Seit 2015 ist er Principal des Birmingham Conservatoire. Julian Lloyd Webber ist der Sohn des Komponisten William Lloyd Webber. Einige Cellowerke seines Vaters, die dieser für ihn komponiert hatte, hat er eingespielt. Sein älterer Bruder ist der Musical-Komponist Andrew Lloyd Webber.

## Leben

### Werdegang
Lloyd Webber besuchte die University College School in Frognal, Hampstead, London. Mit seinem Bruder gemeinsam schuf er das Klassik/Rock-Album Variations – dem Paganinis a-Moll-Capriccio für Violine solo zugrunde liegt.
Lloyd Webber war an der Ersteinspielung von mehr als 50 Werken beteiligt und hat diverse Komponisten wie Malcolm Arnold, Joaquín Rodrigo, James MacMillan und Philip Glass zu neuen Cellokompositionen angeregt. Zu den für ihn komponierten Werken zählen auch Michael Nymans Doppelkonzert für Cello und Saxophon, Gavin Bryars’ Cellokonzert und Philip Glass’ Cellokonzert.
Seine Einspielung Phantasia (gemeinsam mit der Violinistin Sarah Chang) basiert auf Andrew Lloyd Webbers The Phantom of the Opera. Im Jahr 2006 erschien das Album Unexpected Songs. Zu Lloyd Webbers neueren Aufnahmen gehören The Art of Julian Lloyd Webber (2011) und Abendlieder (2012).
Im Jahr 1998 erhielt Lloyd Webber den Crystal Award auf dem Weltwirtschaftsforum.
Im Jahr 2008 wurde Lloyd Webber Chairman des sozialen Musik-Projekts In Harmony, das als Ableger des venezolanischen sozialen Programms El Sistema entstanden ist und später in Sistema England umbenannt wurde.
Im Mai 2009 wurde Lloyd Webber Präsident der Elgar Society.
Mehr als dreißig Jahre lang spielte Julian Lloyd Webber das „Barjansky“-Cello (ca. 1690) von Antonio Stradivari, das er 1983 erworben hatte. Am 28. April 2014 gab er bekannt, dass er nicht mehr öffentlich auftreten werde, obwohl er erst 63 Jahre alt war. Nach einem Bandscheibenvorfall in der Halswirbelsäule hatte er im rechten Arm nicht mehr genügend Kraft für das Cellospiel. Am 2. Mai 2014 gab er sein Abschiedskonzert im Forum Theatre in Malvern, begleitet vom English Chamber Orchestra. Im Januar 2015 wurde bekannt, dass er das „Barjansky“ zum Verkauf anbot. Er sagte, es gehe ihm dabei nicht um das Geld. Ein solches Instrument müsse gespielt werden; wenn es stattdessen in einem Museum landen würde, wäre das „kriminell“.
Lloyd Webber wurde im März 2015 zum künftigen Principal (sinngemäß: Präsident) des Birmingham Conservatoire ernannt und trat sein Amt im Juli 2015 an.

### Privatleben

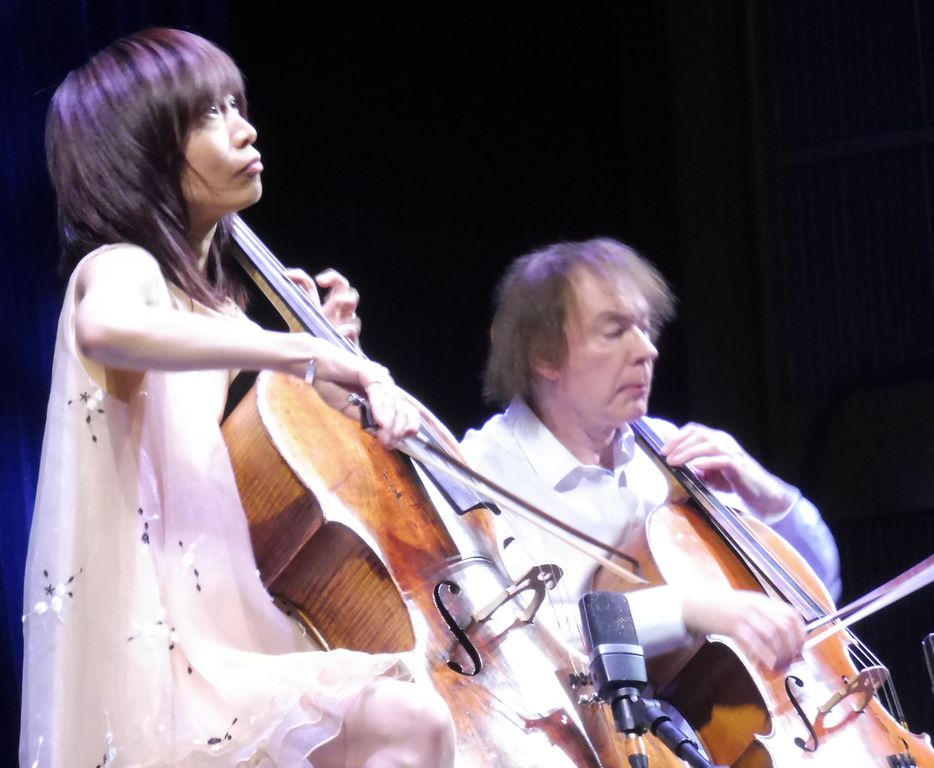
Jiaxin Cheng und Lloyd Webber, 2018

Lloyd Webber hat vier Mal geheiratet. Seine erste Frau war die Journalistin Celia Ballantyne, die er 1974 ehelichte. Im Mai 1989 wurden sie geschieden. Im Juli 1989 heiratete er Zohra Ghazi, eine im Exil lebende afghanische Prinzessin (Großnichte von Mohammed Sahir Schah), mit der er einen Sohn (* 1992) hat. Von 2001 bis 2008 war er mit der Algerierin Kheira Bourahla verheiratet. Im Sommer 2009 heiratete er schließlich die chinesische Cellistin Cheng Jiaxin, mit der er 2011 eine Tochter bekam.

## Werk/Aufnahmen/CD

### Violoncello und Orchester
- Frank Bridge – Oration (1976)
- Édouard Lalo – Cellokonzert (1982)
- Frederick Delius – Cellokonzert (1982)
- Joaquín Rodrigo – Concierto como un divertimento (1982)
- Joseph Haydn – Cellokonzert Nos. 1 and 2 (1983)
- Edward Elgar – Cellokonzert (1985)
- Victor Herbert – Cellokonzert No. 2 (1986)
- Arthur Sullivan – Cellokonzert (1986)
- Antonín Dvořák – Cellokonzert (1988)
- Arthur Honegger – Cellokonzert (1990)
- Camille Saint-Saëns – Cellokonzert No. 1 (1990)
- Pyotr Ilyich Tchaikovsky – Variations on a Rococo Theme (1991)
- Nikolai Myaskovsky – Cellokonzert (1991)
- Gavin Bryars – Cellokonzert (1994)
- Benjamin Britten – Cello Symphony (1995)
- William Walton – Cellokonzert (1995)
- Michael Nyman – Concerto for Cello, Saxophone and orchestra (1996)
- Max Bruch – Kol Nidrei (1998)
- Granville Bantock – Sapphic Poem (1999)
- Philip Glass – Cellokonzert No. 1 (Glass) (2003)
- Andrew Lloyd Webber – Phantasia for violin, cello and orchestra (2004)
- Romantic Cello Concertos (2009)
- Eric Whitacre – "The River Cam" (2012)

### Cello und Klavier
- Peter Racine Fricker – Cello Sonata (1976)
- John Ireland – Complete Piano Trios (1976)
- Andrew Lloyd Webber – Variations (1977)
- Benjamin Britten – Third Suite for Cello (1979)
- Claude Debussy – Cello Sonata (1979)
- John Ireland – Cello Sonata (1979)
- Sergei Rachmaninoff – Cello Sonata (1979)
- Malcolm Arnold – Fantasy for Cello (1986)
- Alan Rawsthorne – Cello Sonata (1986)
- Benjamin Britten – Cello Sonata (1988)
- Sergei Prokofiev – Ballade (1988)
- Dmitri Shostakovich – Cello Sonata (1988)
- Gabriel Fauré – Elegie (1990)
- Charles Villiers Stanford – Cello Sonata No. 2 (1991)
- Frederick Delius – Caprice and Elegy (1993)
- Gustav Holst – Invocation (1993)
- Edvard Grieg – Cello Sonata (1995)
- Delius – Cello Sonata (1995)

### CD-Sammlungen
- Travels with my Cello (1984)
- Pieces (1985)
- Travels with my Cello Vol.2 (1986)
- Cello Song (1993)
- English Idyll (1994)
- Cradle Song (1995)
- Cello Moods (1998)
- Elegy (1999)
- Lloyd Webber Plays Lloyd Webber (2001, UK: Gold)[15]
- Celebration (2001)
- Made in England (2003)
- Unexpected Songs (2006)
- Romantic Cello Concertos (2009)
- Fair Albion – Music by Patrick Hawes (2009)
- The Art of Julian Lloyd Webber (2011)
- Evening Songs (2012)

## Uraufführungen
| Komponist              | Musik                                                          | Aufführung                                            |
| ---------------------- | -------------------------------------------------------------- | ----------------------------------------------------- |
| Malcolm Arnold         | Fantasy for Cello                                              | Wigmore Hall, London, Dezember 1987                   |
| Malcolm Arnold         | Cello Concerto                                                 | Royal Festival Hall, London, March 1989               |
| Richard Rodney Bennett | Dream Sequence for Cello and Piano                             | Wigmore Hall, London, Dezember 1994                   |
| Frank Bridge           | Scherzetto for Cello and Piano                                 | Snape Maltings, April 1979                            |
| Frank Bridge           | Oration for Cello and Orchestra (1st public performance)       | Bromsgrove Festival, Worcestershire, April 1979       |
| Gavin Bryars           | Cello Concerto (Farewell to Philosophy)                        | Barbican Centre, London, November 1995                |
| Geoffrey Burgon        | Six Studies for Solo Cello                                     | St. Thomas Cathedral, Portsmouth, Juni 1980           |
| John Dankworth         | Fair Oak Fusion                                                | Fair Oak, Sussex, Juli 1979                           |
| Frederick Delius       | Romance for Cello and Piano                                    | Helsinki Festival, Finland, Juni 1976                 |
| Edward Elgar           | Romance for Cello and Piano                                    | Wigmore Hall, London, April 1985                      |
| Philip Glass           | Cello Concerto                                                 | Beijing Festival, China, September 2001               |
| Vladimír Godár         | Barcarolle for Cello, Strings, Harp and Harpsichord            | Hellenic Centre, London, April 1994                   |
| Howard Goodall         | The Bridge is Love for Cello, Strings and Harp                 | Chipping Campden Festival, Mai 2008                   |
| Patrick Hawes          | Gloriette for Cello and Piano                                  | Leeds Castle, Kent, August 2008                       |
| Joseph Haydn (attrib.) | Concerto in D, Hob. VIIb:4                                     | Queen Elizabeth Hall, London, November 1981           |
| Christopher Headington | Serenade for Cello and Strings                                 | Banqueting House, London, Januar 1995                 |
| Karl Jenkins           | Benedictus for Cello, Choir and Orchestra from 'The Armed Man' | Royal Albert Hall, London, April 2000                 |
| Philip Lane            | Soliloquy for Solo Cello                                       | Wangford Festival, Suffolk, Juli 1972                 |
| Andrew Lloyd Webber    | Variations                                                     | Sydmonton Festival, Newbury, Juli 1977                |
| Andrew Lloyd Webber    | Phantasia (Concerto for Violin, Cello and Orchestra)           | Izmir Festival, Turkey, Juli 2008                     |
| William Lloyd Webber   | Nocturne for Cello and Piano                                   | Purcell Room, London, Februar 1995                    |
| James MacMillan        | Cello Sonata No. 2                                             | Queen’s Hall, Edinburgh, April 2001                   |
| Michael Nyman          | Concerto for Cello and Saxophone                               | Royal Festival Hall, London, March 1997               |
| Joaquín Rodrigo        | Concierto como un divertimento                                 | Royal Festival Hall, London, April 1982               |
| Peter Skellern         | Five Love Songs for Cello, Piano, Vocals and Brass Quintet     | Salisbury International Arts Festival, September 1982 |
| Arthur Sullivan        | Cello Concerto (orchestrated Mackerras)                        | Barbican Centre, London, April 1986                   |
| Vaughan Williams       | Fantasia on Sussex Folk Tunes for Cello and Orchestra          | Three Choirs Festival, Gloucester, August 1983        |
| William Walton         | Theme for a Prince for Solo Cello                              | Adrian Boult Hall, Birmingham, Oktober 1998           |
| Eric Whitacre          | The River Cam for cello and strings                            | Royal Festival Hall, London, April 2011               |
| Douglas Young          | Virages for Solo Cello                                         | Purcell Room, London, September 1974                  |